# Az ember a Fellegvárban (televíziós sorozat)
Az ember a Fellegvárban (eredeti cím: The Man in the High Castle) 2015 és 2019 között vetített amerikai drámasorozat, amelyet Frank Spotnitz alkotott Philip K. Dick azonos című regénye alapján.
A sorozat producerei Michael Cedar, Jean Higgins, Jordan Sheehan és David W. Zucker. A főszerepben Alexa Davalos, Rupert Evans, Luke Kleintank, DJ Qualls és Joel de la Fuente láthatók. A zeneszerzői James Hawkinson és Gonzalo Amat. A sorozat az Amazon Studios, a Scott Free Productions, az Electric Shepherd Productions, a Headline Pictures, a Big Light Productions, a Picrow és a Reunion Pictures gyártásában készült, forgalmazója az Amazon Studios.
Amerikában 2015. január 15-től volt látható a Prime Video-n. Magyarországon a Prime Video-ra került fel szinkronosan 2021. április 2-án.

## Cselekmény
|  | Alább a cselekmény részletei következnek! |

1962-ben járunk, egy olyan alternatív történelemben, ahol a tengelyhatalmak 1946-ban megnyerték a második világháborút, miután Giuseppe Zangara 1933-ban meggyilkolta az Egyesült Államok elnökét, Franklin D. Rooseveltet. 
Amerika három részre szakadt. Kelet-Amerikát a Náci Birodalom irányítja, az SS központja New Yorkban van. Nyugat-Amerika a japán fennhatóság alatt álló Csendes-óceáni Államok része. Közép-Amerika semleges zóna, ahol a két nagyhatalom nyíltan nem jelenik meg, de titkos ügynökeik jelen vannak. 
Amerikában létezik egy ellenállási mozgalom, aminek mindkét hatalom a nyomában van, tagjait elfogják, megkínozzák, vallatják, végül megölik. Az Ellenállás időnként jól előkészített fegyveres akciókat hajt végre a hatalom képviselői ellen, mivel nekik is vannak ügynökeik az ellenség soraiban. Továbbá a két nagyhatalom is kémkedik egymás ellen.
A történetben fontos szerepet játszanak bizonyos filmtekercsek, amiket egy titokzatos „ember a fellegvárban” gyűjt és elemzi ezeket a filmeket, amik egy olyan alternatív történelmet ábrázolnak, amiben az USA és Anglia megnyerte a háborút. A filmeket az ellenállási mozgalom tagjai szállítják, de mindkét nagyhatalom titkosrendőrsége szeretné megszerezni ezeket a filmeket. Hitlernek gyűjteménye van ezekből a filmekből.
Kényes politikai / katonai egyensúly áll fenn a két nagyhatalom között, és a háttérben mindkét oldalon belső hatalmi harcok is folynak. A náci főtisztek között vannak, akik szerint az öreg és beteg Hitler kezében már nincs tényleges hatalom, ezért el kell mozdítani a helyéről, azaz meg kell ölni. Mások a halálukig hűségesek hozzá. A japán politikusok és a katonai felső vezetés köreiben vannak, akik szeretnék megőrizni a törékeny egyensúlyt és békét, mások azon munkálkodnak, hogy ha Japán atomfegyverhez jut, akkor azzal el kell pusztítani a keleti partot, ahol a nácik vannak hatalmon.

## Háttér-információk
|  | Alább a cselekmény részletei következnek! |

- A japán birodalom, a Csendes-óceáni Államok központja Tokió, de japán helyszínek a történetben nem jelennek meg. A  japán titkosrendőrség, a Kempejtaj amerikai központja San Francisco, azon belül a Nippon Building.
- A Nagy Náci Birodalom központja Berlinben van. A történet szereplői különféle megbízásokkal időnként ide utaznak. Amerikai központjuk New York, ahol az SS épülete található.
- A német technika jóval fejlettebb a japánnál. New Yorkból San Franciscóba 2,5 óra a repülőút szuperszonikus repülőgéppel, amik a polgári forgalomban rendszeresen közlekednek.
- A történetben nincs elektronikus számítógép, műhold, vagy mobiltelefon, azonban van videótelefon kapcsolat például Berlin és New York között, amit a náci főtisztek használnak az egymás közötti hivatalos kommunikációban.
- Egyes náci szereplőknek Amerikában „angolszász” nevük van (Joe Blake, John Smith stb.), és a hétköznapi életben a nácik angolul beszélnek, bár egyesek beszélnek valamilyen szinten németül is. A japánok is alapvetően angolul beszélnek, de egymás között gyakoribb a japán anyanyelv használata. A japánoknak japán nevük van.
- A japán titkosrendőrség hírszerzési okokból kapcsolatot tart fenn a jakuza tagjaival.
- A japán területen a japán jen a törvényes fizetőeszköz, a náci területen a német márka.
- Juliana Crain aikidó edzésekre járt, és folyékonyan beszél japánul. Ismeri a japánok szokásait is.
- Tagomi, japán kereskedelmi miniszter meditáció közben egy párhuzamos dimenzióba jut, ahol rájön, hogy helyileg ugyanott, az USA-ban van, de abban a világban az amerikaiak nyerték meg a 2. világháborút, és Japánra atombombát dobtak. Az újság a kubai rakétaválságról is ír. Tagomi többször (egy pillanat alatt) eljut ebbe a világba, könyvesboltba megy, ahol a saját valóságában betiltott, vagy nem létező könyvekből tájékozódik, majd visszatér a saját világába (ennek módja nem derül ki).
- Tagomi rendszeresen használ Ji csing pálcákat a jövő eseményeinek kifürkészésére, hogy helyes döntéseket hozhasson.
- John Smith náci főtiszt 1945-ig amerikai katonatiszt volt. A terhes feleségével együtt látták az ablakukból, hogy a nácik atombombával megsemmisítik Washingtont. 1946-ban megszületett fiuk, Thomas, és hogy a csecsemőt táplálni tudják, John Smith több társával együtt kényszerűségből átállt a nácik oldalára, mivel addigra katonailag legyőzték az amerikai hadsereget, és nem volt értelme a nácik ellen harcolni.
- Thomas Smith (John Smith fia) egy gyógyíthatatlan genetikai hibával rendelkezik, ami időnként kisebb rosszullétet okoz nála. A náci ideológia szerint az ilyen hibával rendelkező egyéneket meg kell semmisíteni. Thomas két húga is hordozhatja a hibás gént, náluk azonban ezt nem vizsgálták. John Smith megakadályozza, hogy a kezelőorvos jelentse a betegséget (megöli egy injekcióval), azonban Thomas saját maga jelentkezik a hatóságoknál, további sorsáról nem tudni.
- Joe Blake egy náci fajnemesítési program, a Lebensborn által létesített egyik szülőotthonban született, Berlin közelében. Anyja a 2-3 éves gyermekkel Amerikába szökött, ahol egyedül nevelte, amerikaiként. Apját nem ismerte. Apja Martin Heusmann náci miniszter (majd puccsal rövid ideig kancellár). Heusmann egy darabig kerestette a fiát és az anyját az USA-ban, majd rájött, hogy jobb, ha nem viszi vissza Németországba, és tovább nem is kereste velük a kapcsolatot.
- A filmekről a legtöbben úgy gondolják, hogy csak propaganda célt szolgálnak, és „nem igaziak”. Azonban egyes szereplők felismerik a filmeken magukat.
- A későbbiekben Juliana is képessé válik eljutni abba a  párhuzamos dimenzióba, amit valóságosnak ismerünk. Az átjutását földrengéshez hasonló, de kisebb rengések előzik meg. Időnként olyan helyre jut, ami a két világ között van.
- Amikor Juliana átjut abba a világba, amiben az amerikaiak nyerték meg a háborút, találkozik John Smith-szel, aki kereskedelmi utazó ügynök, és csak egy gyermeke van, Thomas.
- A nácik is kutatni kezdik a párhuzamos dimenziókat és rájönnek, hogy sok ilyen világ létezik, amik szerintük leigázásra várnak. Az élő emberes kísérleteik eleinte csúfos kudarcot vallanak (4 emberből csak 1 marad életben), később azonban a technikájuk tökéletesedik és az oda-vissza utazás rutinszerűvé válik, amit járőrözés-szerűen, rendszeresen végeznek. Eleinte katonai, műszaki információkat gyűjtenek az USA-ban, majd ügynökeik sikeres merényleteket hajtanak végre, például egy amerikai atomtudós ellen. Az átjáró oda-vissza működik, de az átjárás idején nyitva kell tartani. A fogadó, amerikai oldalon csak egy nem használt bányabejárata van.
- Amikor Mandzsúriában háború tör ki a japán elnyomók ellen, Kína kézifegyvereket és robbanóanyagokat küld a kaliforniai partvidékre, ahol végig a part menti településeken az amerikai feketék föld alatti szervezetei működnek, akik kommunista ideológiát követnek, és önálló (fekete) állam létrehozását követelik a japánoktól. A japánok titokban tárgyalni kezdenek ennek módjáról, de közben érzékeny veszteségeket szenvednek (több tisztjüket és miniszterüket megölik egy terrorakció során, amibe fehérek is bekapcsolódnak, bár ezt a feketék eleinte nagyon ellenzik), végül az olajellátásuk ellen végrehajtott akció után feladják amerikai uralmukat, és a japán polgárokat evakuálják Japánba.
- A titkos ügynöke jelenti John Smith-nek, hogy a párhuzamos világban élő John Smith egy támadás során meghalt, amikor az ügynök John Smith közvetlen parancsára Julianát a kocsijában meg akarta fojtani egy műanyag zacskóval. Az ottani John Smith Juliana védelmére sietett és a közben szerzett sérüléseibe belehalt. Az ügynök eltüntette a holttestet, de a gyűrűjét magával hozta. Juliana a kocsijával elmenekült a helyszínről.
- Később John Smith is átkel kétnapos időtartamra a párhuzamos világba, felkeresi családját, és nagyon megörül, amikor a saját világában elveszett Thomas fiával találkozik. Azonban amikor Thomas másnap eléri a 18-éves kort, azonnal jelentkezik az amerikai hadseregbe, akik a vietnámi háború miatt sorozást tartanak. Apja próbálja lebeszélni róla, de nem sikerül neki.

|  | Itt a vége a cselekmény részletezésének! |

## Szereplők

### Főszereplők
| Szerep                                              | Színész              | Magyar hang    |
| --------------------------------------------------- | -------------------- | -------------- |
| Juliana Crain                                       | Alexa Davalos        | Csuha Borbála  |
| Frank Frink, Juliana társa                          | Rupert Evans         | Fehér Tibor    |
| Joe Blake, náci ügynök                              | Luke Kleintank       | Szatory Dávid  |
| Ed McCarthy, Frank Frink munkatársa és barátja      | DJ Qualls            | Molnár Levente |
| Takesi Kido, japán főfelügyelő                      | Joel de la Fuente    | Takátsy Péter  |
| Nobuszuke Tagomi, japán külkereskedelmi miniszter   | Cary-Hiroyuki Tagawa | Horányi László |
| John Smith, német főtiszt                           | Rufus Sewell         | Gémes Antos    |
| Robert Childan, műkincskereskedő                    | Brennan Brown        | Fekete Ernő    |
| Gary Connell                                        | Callum Keith Rennie  | N/A            |
| Nicole Dörmer, Náci propaganda felelős              | Bella Heathcote      | Földes Eszter  |
| Helen Smith, John Smith felesége                    | Chelah Horsdal       | Zakariás Éva   |
| Mark Sampson                                        | Michael Gaston       | Sótonyi Gábor  |
| Wyatt Price, ellenálló                              | Jason O'Mara         | Mészáros Béla  |
| Bell Mallory, a Fekete Kommunista Mozgalom vezetője | Frances Turner       | N/A            |

### Mellékszereplők
| Szereplők                                                                | Színész         | Magyar hang      |
| ------------------------------------------------------------------------ | --------------- | ---------------- |
| Hawthorne Abendsen, „Az ember a fellegvárban”                            | Stephen Root    | Schneider Zoltán |
| Erich Raeder                                                             | Aaron Blakely   | Ágoston Péter    |
| Lem Washington, ellenálló                                                | Rick Worthy     | Bognár Tamás     |
| Martin Heusmann náci miniszter, majd kancellár, Joe Blake biológiai apja | Sebastian Roché | Epres Attila     |
| Hidehisa Onoda, japán tábornok                                           | Tzi Ma          | Albert Péter     |
| Thomas Smith, John Smith fia                                             | Quinn Lord      | Bauer Gergő      |
| Arnold Walker, Juliana nevelőapja                                        | Daniel Roebuck  | Kerekes József   |
| Anne Crain Walker, Juliana anyja                                         | Macall Gordon   | Kovács Nóra      |

### További szereplők
| Szereplők   | Színész        | Magyar hang      |
| ----------- | -------------- | ---------------- |
| Náci doktor | Linden Banks   | Rosta Sándor     |
| Hector      | Robert Moloney | Galbenisz Tomasz |

## Epizódok
| Évad | Évad | Epizódok | Epizódok           | Eredeti sugárzás   | Eredeti sugárzás   | Magyar sugárzás   | Magyar sugárzás   | Adó |
| Évad | Évad | Epizódok | Epizódok           | Évadpremier        | Évadfinálé         | Évadpremier       | Évadfinálé        | Adó |
| ---- | ---- | -------- | ------------------ | ------------------ | ------------------ | ----------------- | ----------------- | --- |
|      | 1.   | 10       | 1                  | 2015. január 15.   | 2015. január 15.   | 2021. április 10. | 2021. április 10. |     |
| 9    | 1.   | 10       | 2015. november 20. | 2015. november 20. | 2021. április 11.  | 2021. április 16. |                   |     |
|      | 2.   | 10       | 10                 | 2016. december 16. | 2016. december 16. | 2021. április 2.  | 2021. április 16. |     |
|      | 3.   | 10       | 10                 | 2018. október 5.   | 2018. október 5.   | 2021. május 8.    | 2021. május 8.    |     |
|      | 4.   | 10       | 10                 | 2019. november 15. | 2019. november 15. | 2021. május 8.    | 2021. május 8.    |     |

### 1. évad (2015)
| Sor. | Év. | Cím                                | Rendező          | Író                             | Premier                              |
| ---- | --- | ---------------------------------- | ---------------- | ------------------------------- | ------------------------------------ |
| 1.   | 1.  | Új világ (The New World)           | David Semel      | Frank Spotnitz                  | 2015. január 15. 2021. április 10.   |
| 2.   | 2.  | Napkelte (Sunrise)                 | Daniel Percival  | Frank Spotnitz                  | 2015. november 20. 2021. április 16. |
| 3.   | 3.  | Női portré (The Illustrated Woman) | Ken Olin         | Thomas Schnauz és Evan Wright   | 2015. november 20. 2021. április 16. |
| 4.   | 4.  | Jelenések (Revelations)            | Michael Rymer    | Thomas Schnauz és Jace Richdale | 2015. november 20. 2021. április 16. |
| 5.   | 5.  | Az új norma (The New Normal)       | Bryan Spicer     | Rob Williams                    | 2015. november 20. 2021. április 16. |
| 6.   | 6.  | A három majom (Three Monkeys)      | Nelson McCormick | Rob Williams                    | 2015. november 20. 2021. április 16. |
| 7.   | 7.  | Az igazság (Truth)                 | Brad Anderson    | Emma Frost                      | 2015. november 20. 2021. április 16. |
| 8.   | 8.  | Világvége (End of the World)       | Karyn Kusama     | Walon Green                     | 2015. november 20. 2021. április 16. |
| 9.   | 9.  | Kedvesség (Kindness)               | Michael Slovis   | Jace Richdale                   | 2015. november 20. 2021. április 16. |
| 10.  | 10. | A kiút (A Way Out)                 | Daniel Percival  | Rob Williams                    | 2015. november 20. 2021. április 11. |

### 2. évad (2016)
| Sor. | Év. | Cím                                   | Rendező         | Író                           | Premier                              |
| ---- | --- | ------------------------------------- | --------------- | ----------------------------- | ------------------------------------ |
| 11.  | 1.  | Az oroszlánbarlang (The Tiger's Cave) | Daniel Percival | Frank Spotnitz                | 2016. december 16. 2021. április 16. |
| 12.  | 2.  | Életutak (The Road Less Traveled)     | Colin Bucksey   | Rob Williams                  | 2016. december 16. 2021. április 16. |
| 13.  | 3.  | Utazók (Travelers)                    | Daniel Sackheim | Erik Oleson                   | 2016. december 16. 2021. április 2.  |
| 14.  | 4.  | Eszkaláció (Escalation)               | David Petrarca  | Wesley Strick                 | 2016. december 16. 2021. április 16. |
| 15.  | 5.  | Fedezékbe! (Duck and Cover)           | John Fawcett    | Erik Oleson és Rick Cleveland | 2016. december 16. 2021. április 16. |
| 16.  | 6.  | Kincugi (Kintsugi)                    | Paul Holahan    | Francesca Gardiner            | 2016. december 16. 2021. április 16. |
| 17.  | 7.  | A mosoly országa (Land O' Smiles)     | Karyn Kusama    | Rob Williams                  | 2016. december 16. 2021. április 16. |
| 18.  | 8.  | Nyílt lapokkal (Loose Lips)           | Alex Zakrzewski | Rick Cleveland                | 2016. december 16. 2021. április 16. |
| 19.  | 9.  | Robbanás (Detonation)                 | Chris Long      | Wesley Strick                 | 2016. december 16. 2021. április 16. |
| 20.  | 10. | Utóhatások (Fallout)                  | Daniel Percival | Erik Oleson                   | 2016. december 16. 2021. április 16. |

### 3. évad (2018)
| Sor. | Év. | Cím                                                                    | Rendező            | Író                              | Premier                         |
| ---- | --- | ---------------------------------------------------------------------- | ------------------ | -------------------------------- | ------------------------------- |
| 21.  | 1.  | Fontosabb vagy, mint valaha is (Now More Than Ever, We Care About You) | Daniel Percival    | Wesley Strick                    | 2018. október 5. 2021. május 8. |
| 22.  | 2.  | Borús Mandzsúria (Imagine Manchuria)                                   | Alex Zakrzewski    | Eric Overmyer                    | 2018. október 5. 2021. május 8. |
| 23.  | 3.  | Hadüzenet (Sensō Kōi)                                                  | Ernest Dickerson   | Chris Collins                    | 2018. október 5. 2021. május 8. |
| 24.  | 4.  | Szabré (Sabra)                                                         | John Fawcett       | Eric Simonson                    | 2018. október 5. 2021. május 8. |
| 25.  | 5.  | Az új kolosszus (The New Colossus)                                     | Daniel Percival    | Wesley Strick                    | 2018. október 5. 2021. május 8. |
| 26.  | 6.  | A történelem vége (History Ends)                                       | Meera Menon        | Elizabeth Benjamin és Kalen Egan | 2018. október 5. 2021. május 8. |
| 27.  | 7.  | Animus (Excess Animus)                                                 | Steph Green        | Dre Ryan                         | 2018. október 5. 2021. május 8. |
| 28.  | 8.  | Ködfátyolon át (Kasumi (Through the Mists))                            | Jennifer Getzinger | William N. Fordes                | 2018. október 5. 2021. május 8. |
| 29.  | 9.  | Baku (Baku)                                                            | Deborah Chow       | Chris Collins és Chris Wu        | 2018. október 5. 2021. május 8. |
| 30.  | 10. | Nulladik év (Jahr Null)                                                | Daniel Percival    | Eric Overmyer és Wesley Strick   | 2018. október 5. 2021. május 8. |

### 4. évad (2019)
| Sor. | Év. | Cím                                                           | Rendező              | Író                           | Premier                           |
| ---- | --- | ------------------------------------------------------------- | -------------------- | ----------------------------- | --------------------------------- |
| 31.  | 1.  | A 64-es hexagram (Hexagram 64)                                | Daniel Percival      | Wesley Strick                 | 2019. november 15. 2021. május 8. |
| 32.  | 2.  | Minden kijárat bejárat is (Every Door Out...)                 | Nelson McCormick     | Julie Hébert                  | 2019. november 15. 2021. május 8. |
| 33.  | 3.  | A doboz (The Box)                                             | John Fawcett         | Kalen Egan                    | 2019. november 15. 2021. május 8. |
| 34.  | 4.  | Jó utat! (Happy Trails)                                       | Rachel Leiterman     | Mark Richard                  | 2019. november 15. 2021. május 8. |
| 35.  | 5.  | Mások élete (Mauvaise Foi)                                    | Charlotte Brändström | David Scarpa                  | 2019. november 15. 2021. május 8. |
| 36.  | 6.  | A becsület kötelez (All Serious Daring)                       | Julie Hébert         | Lolis Eric Elie               | 2019. november 15. 2021. május 8. |
| 37.  | 7.  | Levetett béklyók (No Masters But Ourselves)                   | Richard Heus         | Wesley Strick                 | 2019. november 15. 2021. május 8. |
| 38.  | 8.  | Hitlernek csak egy golyója van (Hitler Has Only Got One Ball) | Frederick E.O. Toye  | Jihan Crowther                | 2019. november 15. 2021. május 8. |
| 39.  | 9.  | Pillangó-hatás (For Want of a Nail)                           | John Fawcett         | Mark Richard and David Scarpa | 2019. november 15. 2021. május 8. |
| 40.  | 10. | Az Istenek tüze (Fire from the Gods)                          | Daniel Percival      | David Scarpa                  | 2019. november 15. 2021. május 8. |

## Gyártás
2010-ben bejelentették, hogy a BBC Ridley Scott rendezésével 4 részes minisorozatot készít. 2013. február 11-én a Variety megtudta, hogy a SyFy folytatja a munkálatokat. Végül az Amazon Studios kezdte el forgatni a sorozatot. A sorozat négy évad alatt többször váltott showrunnert, ezért a minősége hullámzóra sikeredett, végül 2019-ben fejezték be.